# Первые радости (фильм, 1977)
«Первые радости» — советский трёхсерийный цветной телевизионный художественный фильм, поставленный на Киностудии «Ленфильм» в 1977 году режиссёром Григорием Никулиным. Вторая экранизация (первая в 1956 г.) одноимённого романа Константина Федина: первой части трилогии.
По заказу Государственного Комитета Совета Министров СССР по телевидению и радиовещанию
Телевизионная премьера фильма в СССР состоялась 4 июля 1978 года.

## Сюжет
Телевизионный фильм по одноимённому роману Константина Федина.
Действие фильма происходит в маленьком провинциальном приволжском городке предреволюционной поры. В центре повествования — восемнадцатилетний студент технического училища Кирилл Извеков (Юрий Демич). Молодой человек ещё только входит во взрослую жизнь. Он полон надежд и предпринимает первые, пока ещё не до конца осознанные, попытки найти своё место в будущей жизни.

## В ролях
- Юрий Демич — Кирилл Извеков
- Николай Волков-мл. — Рагозин
- Елизавета Акуличева — Извекова
- Ирина Печерникова — Лиза Мешкова
- Геннадий Егоров[1] — Шубников
- Анатолий Азо — Пастухов
- Юрий Васильев — Цветухин
- Роман Громадский — Мефодий
- Владимир Трещалов — Парабукин
- Эра Зиганшина — Ольга Ивановна Парабукина
- Оля Машная — Анночка Парабукина в юности
- Евгений Лебедев — Мешков
- Пётр Шелохонов — Дорогомилов
- Виктор Бурхарт — Полотенцев
- Юрий Родионов — Ознобишин

## Съёмочная группа
- Сценарий — Марии Зверевой
- Постановка — Григория Никулина
- Главный оператор — Николай Жилин
- Художники-постановщики — Борис Быков, Михаил Иванов
- Композитор — Александр Мнацаканян